# الطريق الأوروبي E74
الطريق الأوروبي E74 هو طريق من شبكة الطرق الأوروبية الدولية. يمتد الطريق من نيس في فرنسا إلى أليساندريا في إيطاليا.